# Carles Sala i Molera
Carles Sala i Molera (Barcelona, 20 de març de 1960) és un atleta català, especialitzat en 110 m tanques, actualment retirat de la competició d'elit. Durant la dècada dels vuitanta va ser, al costat de Javier Moracho, qui va revolucionar l'especialitat de les tanques altes en l'atletisme espanyol.

## Biografia
Va néixer el 20 de març de 1960 a Barcelona. Va començar en l'atletisme per casualitat, en acompanyar a un amic a les pistes universitàries d'atletisme de Barcelona. Allí, l'entrenador Jordi Campmany va observar com era capaç de córrer els cent metres per sota dels 13 segons i el va convèncer per a incorporar-lo a la llista d'atletes que entrenava. Poc després, amb 20 anys, debutava en uns Jocs Olímpics. Es va especialitzar en les proves de distàncies curtes amb tanques en les quals ja havia començat a destacar Javier Moracho, i va esdevenir el seu gran rival d'aquest, convertint-se el Campionat d'Espanya en un duel entre els dos. És el primer atleta espanyol a participar en cinc Jocs Olímpics (superat després per Jesús Ángel García Bragado). Va participar en els Jocs Olímpics de Moscou 1980, Jocs Olímpics dels Àngels 1984, Jocs Olímpics de Seül 1988 i Jocs Olímpics de Barcelona 1992 i Jocs Olímpics d'Atlanta 1996, aconseguint a Los Angeles ser finalista i acabar setè. Va tenir també actuacions destacades en els Campionats d'Europa a l'aire lliure, on va aconseguir una medalla de bronze en 1986, sent finalista en el mundial de Roma 87. La seva longeva carrera li va permetre seguir actiu fins a l'any 2000. És actualment el tercer atleta amb més internacionalitats, amb un total de 67, només darrere de Manuel Martínez i de José Luis Sánchez Paraíso.
Set vegades campió d'Espanya en la prova de 110 m tanques 1986, i des de 1988 a 1993, i deu vegades campió d'Espanya en 60 m tanques en 1983, des de 1988 fins a 1993, i també en 1995, 1996 i 1997.
Al febrer del 2001, després de 22 anys dedicat a la competició, anuncia la seva retirada de l'atletisme, mancat de motivació i desil·lusionat per no haver pogut classificar-se per als Jocs Olímpics de Sydney.

## Palmarès
Campionat de Catalunya
- 110 metres tanques: 1979, 1993, 1995
- 60 metres tanques (pista coberta): 1979, 1993, 1994, 1995, 1996, 1997

Campionat d'Espanya
- Campió d'Espanya de 110 m tanques a l'aire lliure: 1986 (13.81s), 1988 (13.67s,amb + de 2 m/s de vent), 1989 (13.69s), 1990 (13.78s), 1991 (13.91s), 1992 (13.66s), 1993 (13.91s, amb + de 2 m/s vent)
- Campió d'Espanya de 60 m tanques en pista coberta: 1983 (7.81s), 1988 (7.68s), 1989 (7.81s), 1990 (7.75s), 1991 (7.80s), 1992 (7.87s), 1993 (7.82s), 1995 (7.82s), 1996 (7.77s), 1997 (7.76s).

Palmarès Internacional
- Jocs del Mediterrani 1983 a Casablanca medalla de plata en 110 m tanques amb una marca de 13.55
- Campionat Iberoamericà 1986 a l'Havana medalla d'or en 110 m tanques amb una marca de 13.89
- Campionat d'Europa a l'aire lliure 1986 a Stuttgart medalla de bronze en 110 m tanques amb una marca de 13.50
- Campionat Iberoamericà 1988 a Mèxic medalla de plata 110 m tanques amb una marca de 13.9
- Europeu Pista Coberta 1988 a Budapest medalla de bronze en 60 m tanques amb una marca de 7.67
- Campionat iberoamericà 1990 en Manaus medalla d'or en 110 m tanques amb una marca de 13.97
- Primera Divisió Copa d'Europa 1991 a Barcelona Victoria en 110 m tanques amb una marca de 13.86
- Jocs del Mediterrani 1991 a Atenes medalla de plata en 110 m tanques amb una marca de 13.64
- Campionat Iberoamericà 1992 a Sevilla medalla de bronze en 110 m tanques amb una marca de 13.76
- Finalista en els Jocs Olímpics de Los Angeles 84, setè classificat amb una marca de 13.80

## Honors i guardons
- Millor atleta espanyol de l'any 1986.
- Medalla de Bronze de la Reial orde del Mèrit Esportiu 1993.
- Ordre Olímpica, Comitè Olímpic Espanyol 2001.